# Kisbajcs
Kisbajcs là một thị trấn thuộc hạt Győr-Moson-Sopron, Hungary. Thị trấn này có diện tích 8,74 km², dân số năm 2010 là 819 người, mật độ 94 người/km².